# Blazenstruikblauwtje
Het blazenstruikblauwtje (Iolana iolas) is een vlinder uit de familie Lycaenidae. De wetenschappelijke naam is voor het eerst geldig gepubliceerd in 1816 door Ochsenheimer.
De soort komt voor in Europa.